# Coniogramme pilosa
Coniogramme pilosa là một loài thực vật có mạch trong họ Adiantaceae. Loài này được (Brack.) Hieron. miêu tả khoa học đầu tiên năm 1916.

## Hình ảnh

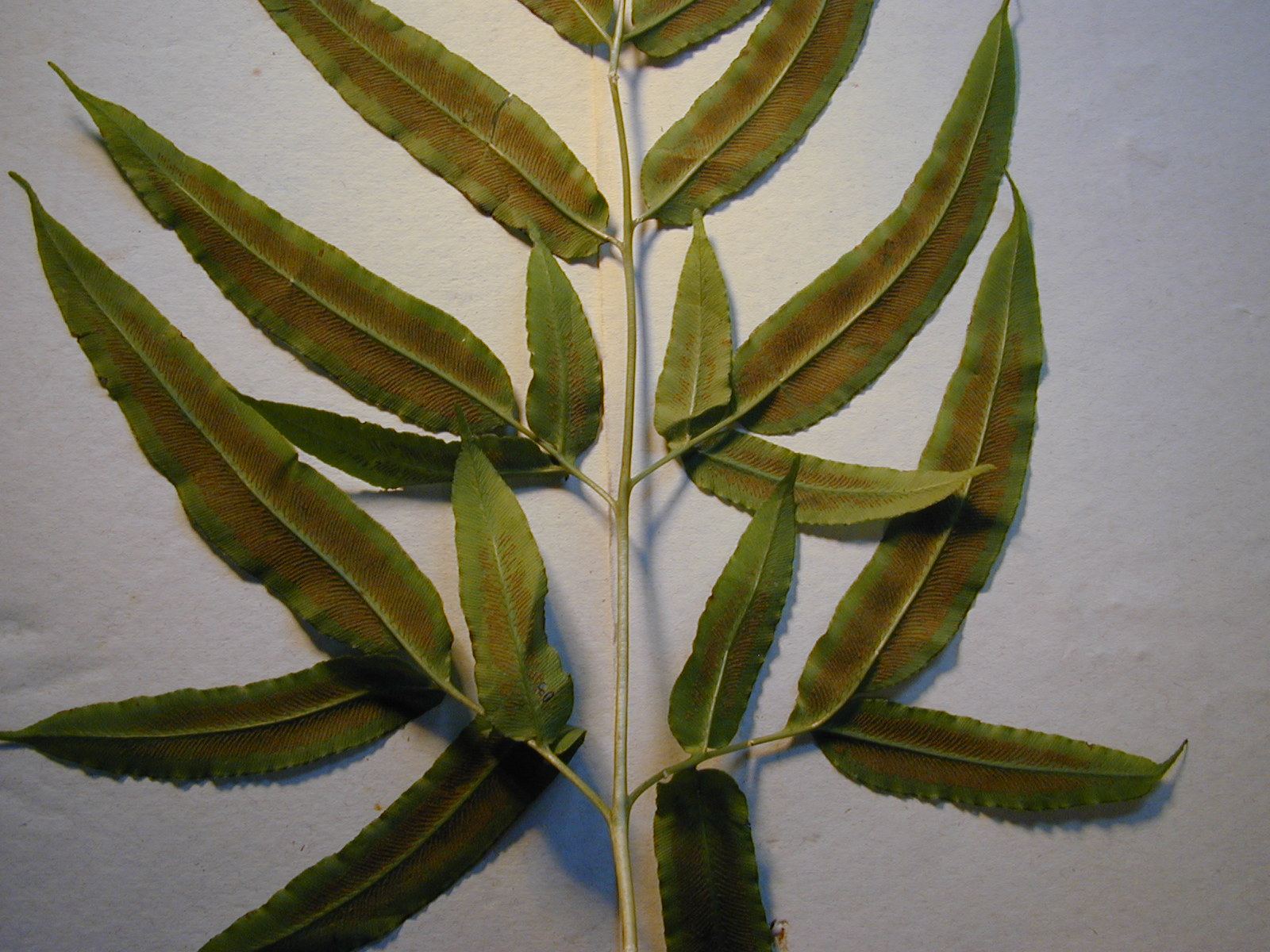
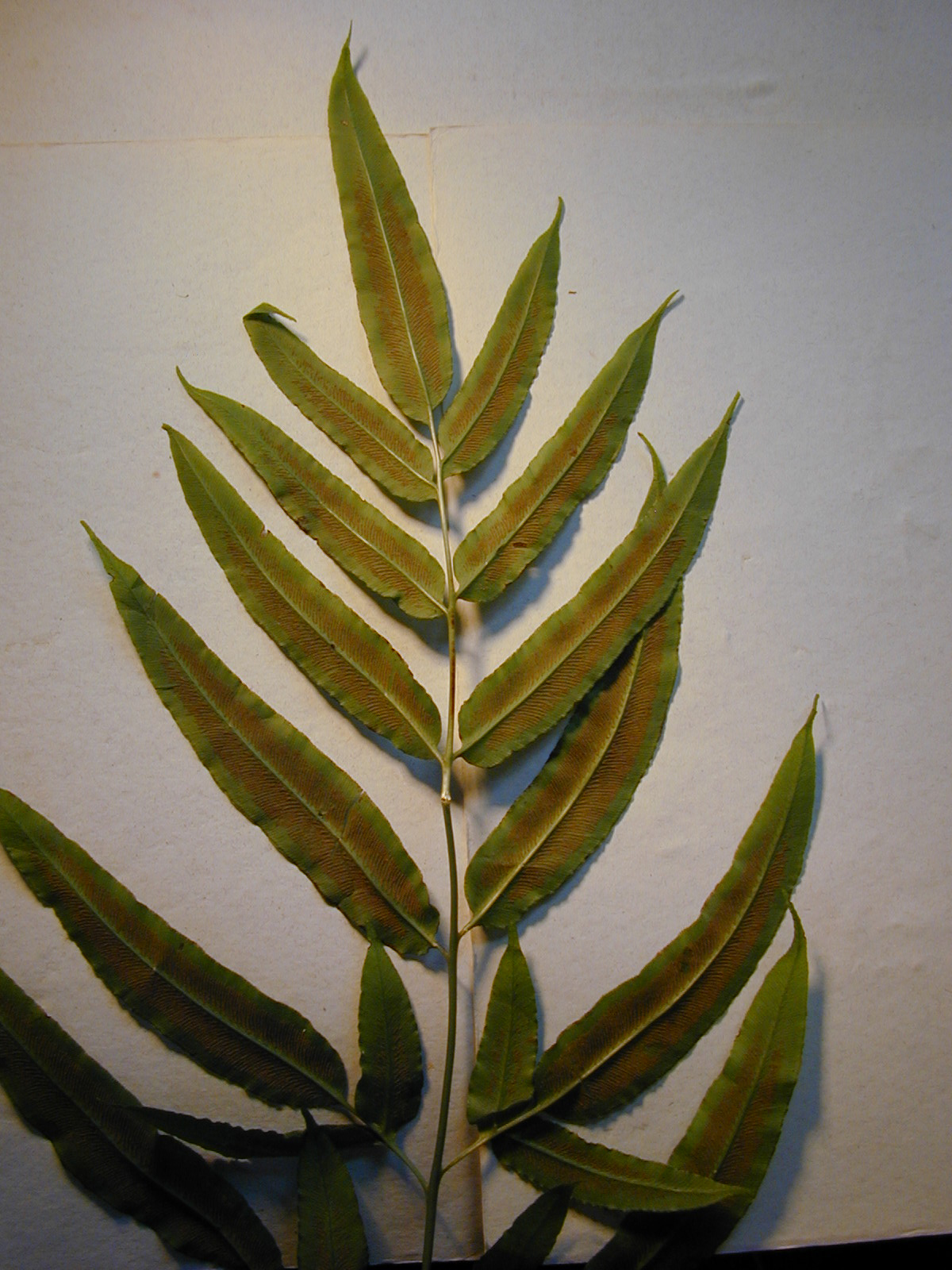
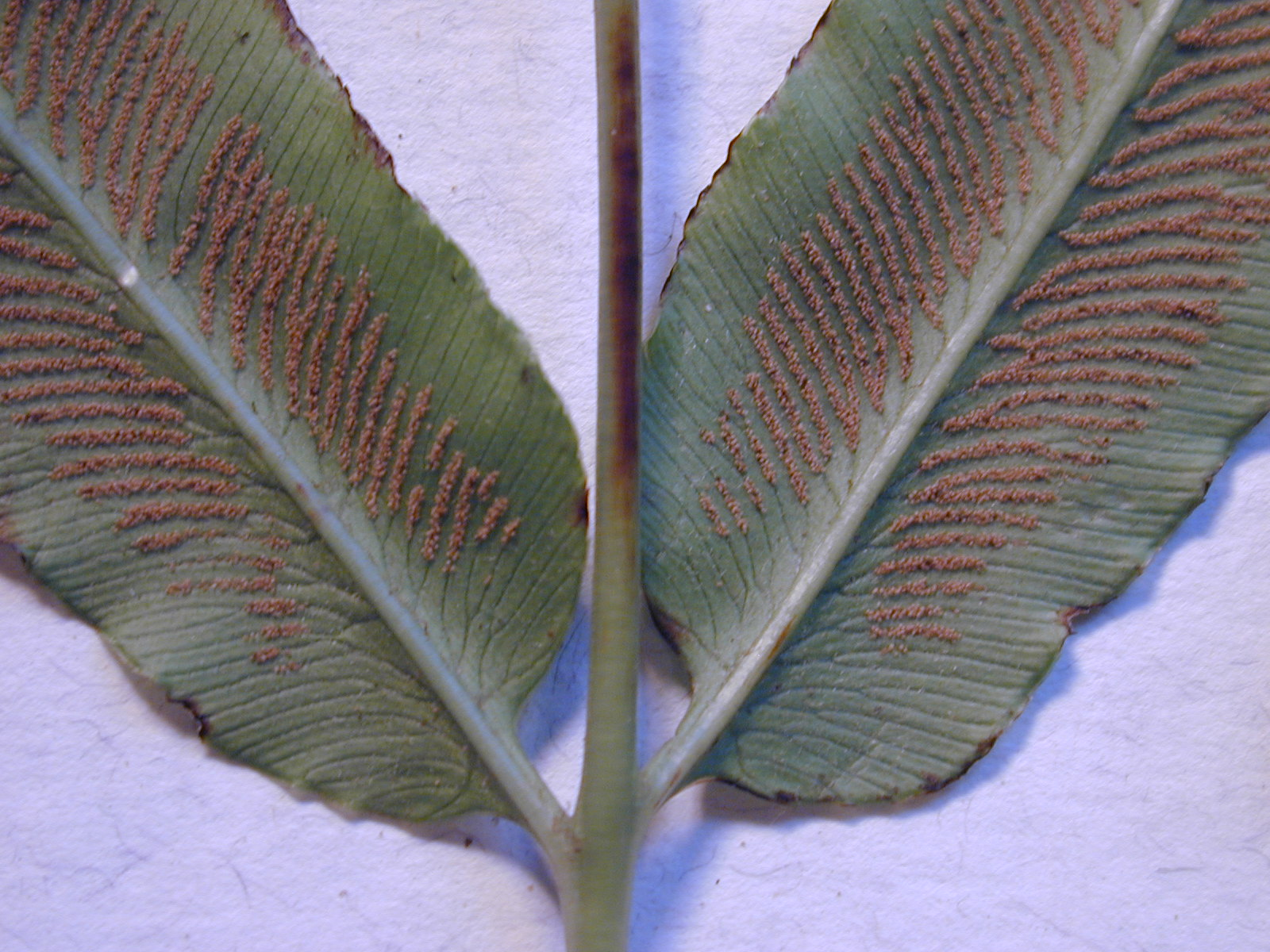
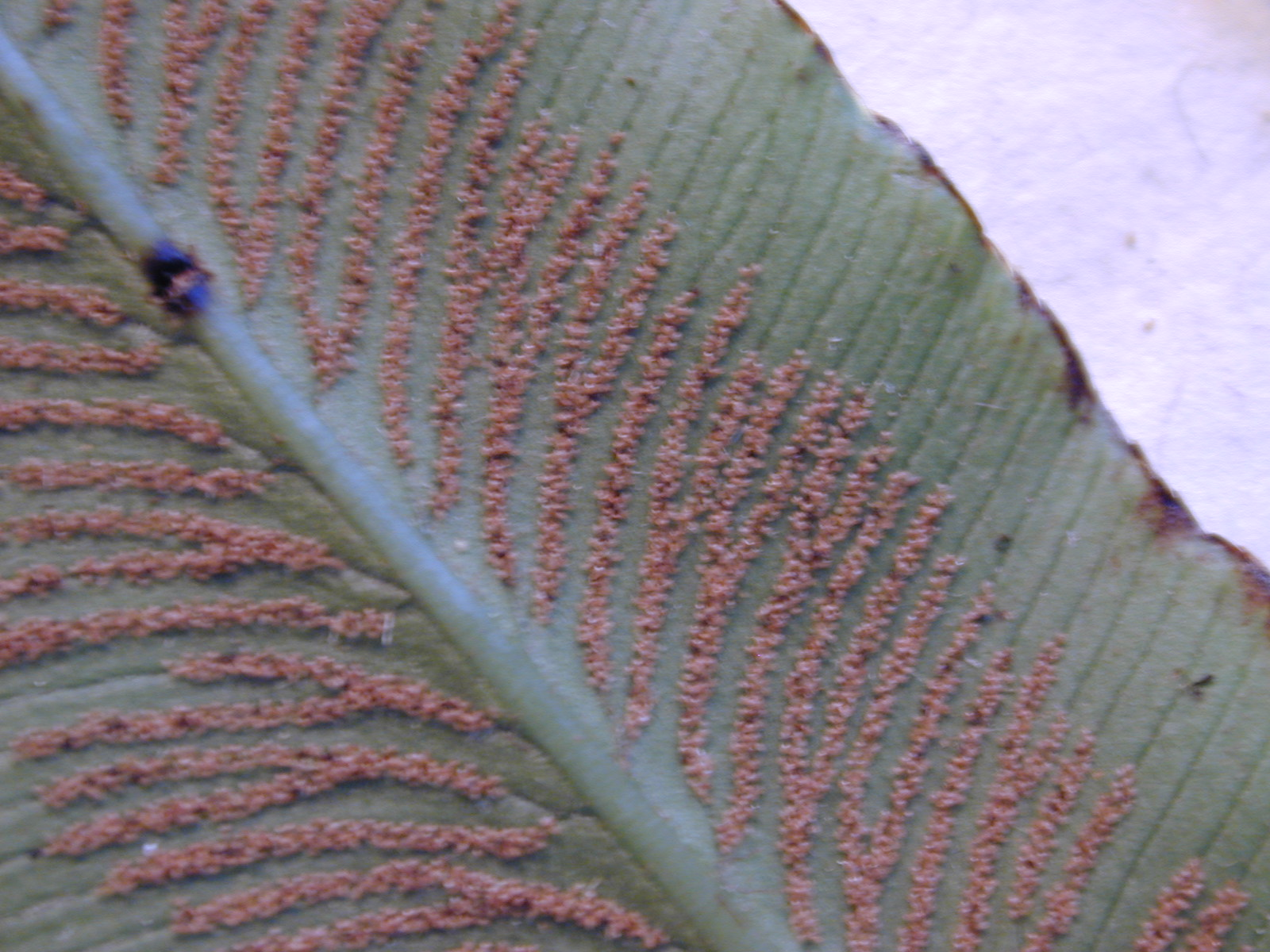